# Port lotniczy La Romana
Port lotniczy La Romana (IATA: LRM, ICAO: MDLR) – międzynarodowy port lotniczy położony w La Romana, 110 km na wschód od Santo Domingo, w Dominikanie. Lotnisko jest oddalone od centrum miasta La Romana o 11 km. Na lotnisku znajduje się 1 terminal.

## Linie lotnicze i połączenia
| Linia             | Kierunek |
| ----------------- | --- |
| Air Canada        | 1. Montreal-Trudeau |
| Air Caraïbes      | Sezonowe czartery: 1. Paryż-Orly |
| Air Transat       | Sezonowo: 1. Montreal-Trudeau 2. Quebec 3. Toronto-Pearson                                                                                             |
| Condor            | 1. Düsseldorf 2. Frankfurt |
| Discover Airlines | Sezonowe czartery: 1. Frankfurt |
| LASER Airlines    | 1. Caracas |
| Neos              | 1. Mediolan-Malpensa 2. Montego Bay 3. Rzym-Fiumicino 4. Werona                                                                                        |
| RED Air           | 1. Miami |
| Silver Airways    | 1. San Juan |
| Sunwing           | 1. Toronto-Pearson |
| TUI Airways       | Sezonowo: 1. Birmingham (od 24 grudnia 2024) 2. Londyn-Gatwick (od 24 grudnia 2024) 3. Glasgow (od 31 grudnia 2024) 4. Manchester (od 24 grudnia 2024) |